# L'Américaine
Pour les articles homonymes, voir Amerikanka.
Pour plus de détails, voir Fiche technique et Distribution.
L'Américaine (Американка) est un film russe réalisé par Dmitri Meskhiev, sorti en 1997,.

## Fiche technique
- Titre français : L'Américaine[3]
- Titre original : Американка, Amerikanka
- Photographie : Sergueï Matchilski
- Musique : Irina Tseslioukevitch
- Décors : Natalia Kotcherguina
- Montage : Tamara Lipartia